# Partito dei Conservatori e dei Riformisti Europei
Il Partito dei Conservatori e dei Riformisti Europei (in inglese European Conservatives and Reformists Party, ECR), noto dal 2009 al 2016 come Alleanza dei Conservatori e dei Riformisti Europei (AECR) e dal 2016 al 2019 come Alleanza dei Conservatori e dei Riformisti in Europa (ACRE), è un partito politico europeo di orientamento conservatore di destra ed estrema destra avverso al federalismo europeo.
Il partito è stato fondato il 1º ottobre 2009 dopo la creazione del Gruppo dei Conservatori e dei Riformisti Europei in Eurocamera a seguito delle elezioni europee del 2009; è stato riconosciuto ufficialmente dal Parlamento europeo nel gennaio del 2010.
Suo Presidente è, dal 2025, Mateusz Morawiecki ex Presidente del Consiglio dei ministri della Polonia.
A livello internazionale è vicino all'Unione Democratica Internazionale.

## Storia
Nel 2006 i Conservatori britannici e il Partito Democratico Civico ceco, che in seno al Parlamento europeo aderivano al Gruppo del Partito Popolare Europeo - Democratici Europei, lanciano il Movimento per la Riforma Europea, associazione europea di centro-destra, conservatrice e moderatamente euroscettica.
A seguito delle elezioni europee del 2009, tali soggetti politici formarono in Eurocamera, unitamente ai polacchi di Diritto e Giustizia e ad altri cinque partiti, il Gruppo dei Conservatori e dei Riformisti Europei.
Sulla scia della nascita di tale gruppo parlamentare europeo, il 1º ottobre 2009 quasi tutti gli aderenti al gruppo hanno dato vita al partito politico europeo Alleanza dei Conservatori e dei Riformisti Europei (ACRE), riconosciuto ufficialmente dal Parlamento europeo nel gennaio del 2010.
Ad esso hanno successivamente aderito anche alcuni partiti politici di stati non facenti parte dell'Unione europea.
Il 6 luglio 2024 l'ECR perde la partecipazione del partito spagnolo Vox, che ha aderito al nuovo gruppo politico Patrioti per l'Europa.

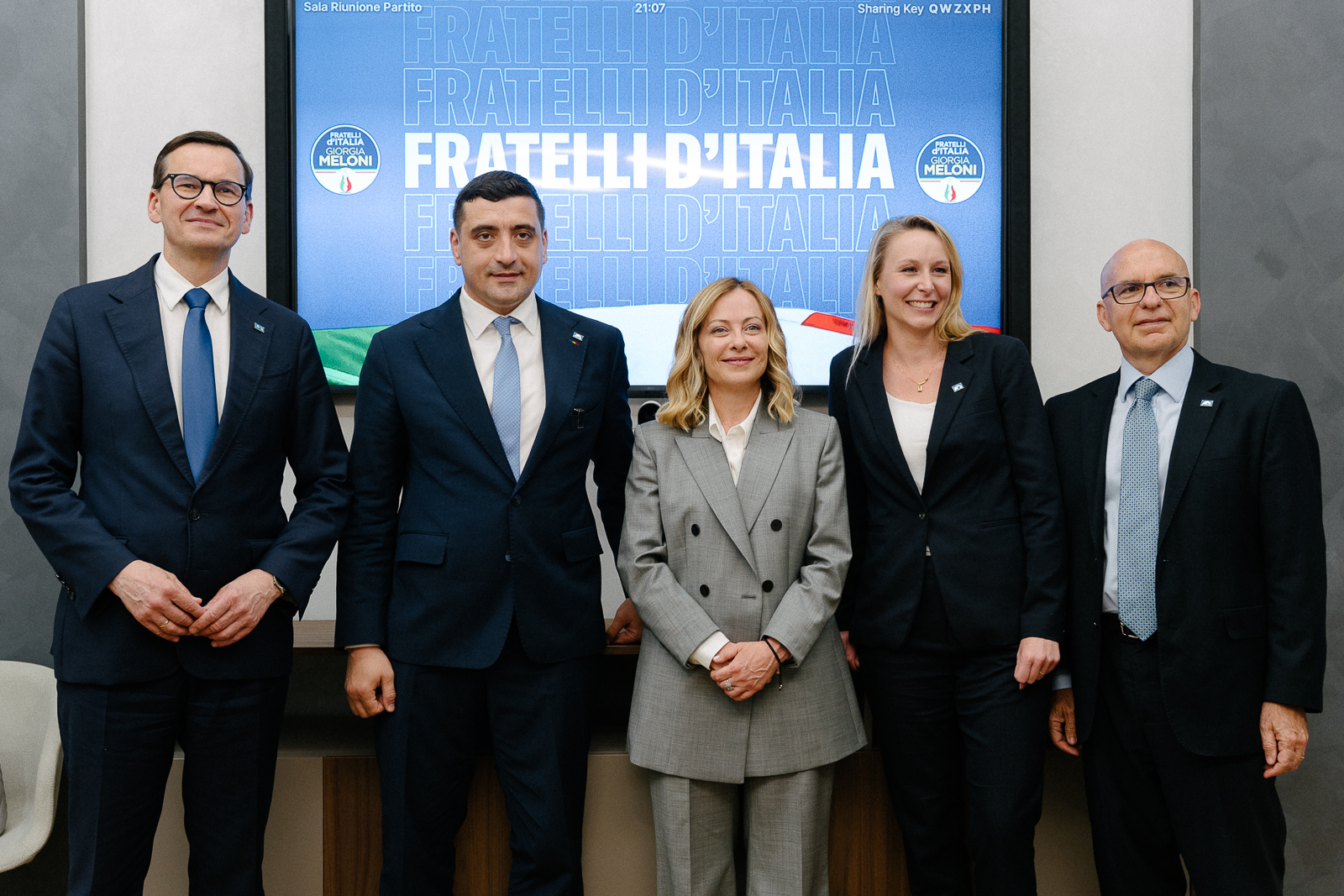
Riunione dell'ERC a Roma, 14 maggio 2025

Dal 2020 fino al 14 gennaio 2025, Giorgia Meloni è stata la prima leader donna eletta a presidente del partito venendo succeduta dal polacco Mateusz Morawiecki ex primo ministro della Polonia.

## Ideologia
La dichiarazione di Reykjavík del 21 marzo 2014 definisce la base ideale e programmatica su cui si fonda la sua azione:
- Il Partito dei Conservatori e dei Riformisti Europei (ECR) promuove la giustizia sociale, la sovranità nazionale, la democrazia parlamentare e diffonde i valori della tradizione nazionale, liberale e popolare del Continente.
- Il Partito ECR crede in un'Europa di nazioni indipendenti e libere che lavorano unitamente per ottenere vantaggi reciproci, mantenendo ciascuna la propria identità e integrità, rifiutando velleitari progetti federalisti e sussidiari, impegnandosi nella direzione di una riduzione della burocrazia e di una puntuale trasparenza nelle istituzioni e nell'utilizzo dei fondi comunitari.
- Il Partito ECR è impegnato a promuovere l'uguaglianza di tutte le democrazie europee, indipendentemente dalle loro dimensioni e indipendentemente da quali associazioni internazionali aderiscano e sostiene la necessità delle relazioni di sicurezza transatlantica in una NATO moderna e rafforzata delle proprie prerogative.
- Il Partito ECR ha un atteggiamento severo sulle questioni riguardanti la giustizia, la legalità, la sicurezza e il controllo dell'immigrazione clandestina, puntando all'eliminazione degli abusi di procedure di asilo.
- Il Partito ECR è consapevole che le società aperte poggino sulla dignità e sull'autonomia dell'individuo, che aspira legittimamente ad essere libero dalla coercizione statale. La libertà dell'individuo include la libertà di religione e culto, la libertà di parola e di espressione, la libertà di movimento e di associazione, la libertà di contratto e di lavoro e la libertà dalla tassazione oppressiva, arbitraria o punitiva.
- Il Partito ECR riconosce l'uguaglianza di tutti i cittadini davanti alla legge, indipendentemente dall'etnia, dal sesso o dalla classe sociale. Respinge ogni forma di estremismo, autoritarismo e razzismo.
- Il Partito ECR riconosce il ruolo delle associazioni civili, dei sindacati, degli altri corpi intermedi che riempiono lo spazio tra l'individuo e il governo, ritenendo prioritario valorizzare il ruolo della famiglia nella società.
- Il Partito ECR riconosce la legittimità democratica dello Stato-nazione.
- Il Partito ECR è impegnato nella diffusione, nel contesto di un imprescindibile Stato di diritto, del libero scambio, della concorrenza aperta in Europa e nel mondo, di una regolamentazione minima, della proprietà privata, di un fisco equo, di sgravi fiscali, di servizi pubblici efficienti.
- Il Partito ECR sostiene anche i principi della Dichiarazione di Praga del marzo 2009 e il lavoro dei Gruppo dei Conservatori e dei Riformisti Europei nel Parlamento europeo e dei gruppi affini sulle altre assemblee europee.[29][30][31][32]

## Presidenti
Il partito ECR ha avuto tre presidenti:
| N° | Presidente | Presidente                | Mandato           | Mandato         | Partito                    | Stato membro |
| N° | Presidente | Presidente                | Inizio            | Fine            | Partito                    | Stato membro |
| -- | ---------- | ------------------------- | ----------------- | --------------- | -------------------------- | ------------ |
| 1  |            | Jan Zahradil (1963)       | 1º ottobre 2009   | 1º aprile 2020  | Partito Democratico Civico | Rep. Ceca    |
| 2  |            | Giorgia Meloni (1977)     | 29 settembre 2020 | 13 gennaio 2025 | Fratelli d'Italia          | Italia       |
| 3  |            | Mateusz Morawiecki (1968) | 14 gennaio 2025   | in carica       | Diritto e Giustizia        | Polonia      |

## Finanziamento
In quanto partito politico europeo registrato, il CRE ha diritto al finanziamento pubblico europeo, che riceve ininterrottamente dalla sua prima richiesta nel 2010.
Di seguito è riportata l'evoluzione dei finanziamenti pubblici europei ricevuti dal CRE.
Importo (€)Finanziamento pubblico europeo dei partiti politici europei01.000.0002.000.0003.000.0004.000.0005.000.0002004200720102013201620192022Importo massimo del finanziamento pubblicoImporto del finanziamento pubblico effettivamente ricevuto
In linea con il regolamento sui partiti politici europei e sulle fondazioni politiche europee, il CRE raccoglie anche fondi privati per cofinanziare le proprie attività. Nel 2025, i partiti europei dovranno raccogliere almeno il 10% delle loro spese rimborsabili da fonti private, mentre il resto potrà essere coperto dal finanziamento pubblico europeo.
Di seguito è riportata l'evoluzione dei contributi e delle donazioni ricevuti dal CRE.
Importo (€)Contributi raccolti dai partiti politici europei0100.000200.000300.000400.000500.00020102013201620192022ECR
Importo (€)Donazioni raccolte dai partiti politici europei050.000100.000150.000200.000250.000300.000350.00020102013201620192022ECR

## Membri

### Paesi UE
| Stato       | Partito | Europarlamentari |
| ----------- | --- | ---------------- |
| Bulgaria    | Movimento Nazionale Bulgaro Българско национално движение                                                   | -                |
| Bulgaria    | C'è un Popolo come Questo Има такъв народ                                                                   | 1 / 17           |
| Cipro       | Fronte Popolare Nazionale Εθνικό Λαϊκό Μέτωπο                                                               | 1 / 6            |
| Croazia     | Sovranisti Croati Hrvatski Suverenisti                                                                      | -                |
| Croazia     | Domino | -                |
| Croazia     | Most | -                |
| Francia     | Identité-Libertés                                                                                           | 4 / 81           |
| Germania    | Noi Cittadini Wir Bürger                                                                                    | -                |
| Italia      | Fratelli d'Italia                                                                                           | 24 / 76          |
| Lettonia    | Alleanza Nazionale Nacionālā Apvienība                                                                      | 2 / 9            |
| Lituania    | Azione Elettorale dei Polacchi in Lituania Lietuvos lenkų rinkimų akcija - Akcja Wyborcza Polaków na Litwie | 1 / 11           |
| Lituania    | Unione dei Contadini e dei Verdi di Lituania Lietuvos Valstiečių ir Žaliųjų Sąjunga                         | 1 / 11           |
| Lussemburgo | Partito Riformista di Alternativa Democratica Alternativ Demokratesch Reformpartei                          | 1 / 6            |
| Polonia     | Diritto e Giustizia Prawo i Sprawiedliwość                                                                  | 18 / 52          |
| Rep. Ceca   | Partito Democratico Civico Občanská Demokratická Strana                                                     | 3 / 21           |
| Romania     | Alleanza per l’Unione dei Romeni Alianța pentru Unirea Românilor                                            | 6 / 33           |
| Romania     | Alternativa Giusta Alternativa Dreaptă                                                                      | -                |
| Slovacchia  | Libertà e Solidarietà Sloboda a Solidarita - SaS                                                            | -                |
| Svezia      | Democratici Svedesi Sverigedemokraterna                                                                     | 3 / 21           |

### Partner globali
| Stato       | Partito                        | Nome in lingua originale        |
| ----------- | ------------------------------ | ------------------------------- |
| Albania     | Partito Repubblicano d'Albania | Partia Republikane e Shqipërisë |
| Bielorussia | Fronte Popolare Bielorusso     | Партыя БНФ                      |
| Israele     | Likud                          | הַלִּיכּוּד                          |
| San Marino  | Domani Motus Liberi            | Domani Motus Liberi             |
| Stati Uniti | Partito Repubblicano           | Republican Party                |

### Ex membri
- : Armenia Prospera (fino al 2022)
- : Partito del Fronte Popolare dell'Azerbaigian (fino al 2022)
- : Libertaria, Diretta, Democratica (2010-2014)
- : Ricarica la Bulgaria (fino al 2019)
- : Partito di Unità Nazionale (fino al 2022)
- : Partito Conservatore Croato (fino al 2021, disciolto)
- : Anna Rosbach (membro individuale; 2012-2014)
- : Partito Popolare (fino al 2022)
- : Veri Finlandesi (2015–17); Riforma Blu (fino al 2022)
- : Debout la France (2019–20)
- : Partito Conservatore di Georgia (2014–2022)
- : Partito dell'Indipendenza (2011–2021)
- : Conservatori e Social Riformatori (2012–14); Susy De Martini (membro individuale; 2013-2014); Direzione Italia (2017–2022; fusosi a Fratelli d'Italia nel 2019)
- : Partito Democratico del Kosovo (fino al 2022)
- : Per la Patria e la Libertà/LNNK (2009-2011; fusosi a Alleanza Nazionale, che divenne membro nel 2014)
- : Șor (2018–22)
- : Istiqlal (2014–18)
- : Movimento per i Cambiamenti (fino al 2022)
- : Forum per la Democrazia (fino al 2022)
- : La Polonia è la Più Importante (2010-2014), Michał Kamiński (membro indipendente; 2012-2014)
- : Partito Conservatore (2009–21)
- : Nuova Repubblica (2013–18)
- : Partito Conservatore Civico (2009–22); Nuova Maggioranza (fino al 2021)
- : Vox (2019-2024)
- : Partito per la Giustizia e lo Sviluppo (2013-2018)
- : Forum Democratico Ungherese (2009-2011), Lajos Bokros (membro individuale; 2013-2014)

Ex Partner globali
- : VMRO - Partito Popolare
- : Partito Unionista dell'Ulster
- : È abbastanza

### Membri individuali
Il CRE comprende anche un certo numero di membri individuali, sebbene, come la maggior parte degli altri partiti europei, non abbia cercato di sviluppare un'adesione individuale di massa.
Di seguito è riportata l'evoluzione dell'adesione individuale al CRE dal 2019.
Membri individualiMembri individuali dei partiti politici europei0102030405060201920202021202220232024CRE

## Nelle istituzioni europee
| Organizzazione     | Istituzione                         | Numero di seggi  |
| ------------------ | ----------------------------------- | ---------------- |
| Unione europea     | Parlamento europeo                  | 70 / 720         |
| Unione europea     | Commissione europea                 | 1 / 27           |
| Unione europea     | Consiglio europeo (Capi di governo) | 2 / 27           |
| Unione europea     | Consiglio dell'UE (Ministri)        |                  |
| Unione europea     | Comitato delle regioni              | 26 / 329         |
| Consiglio d'Europa | Assemblea parlamentare              | 101 / 612 (CEPA) |

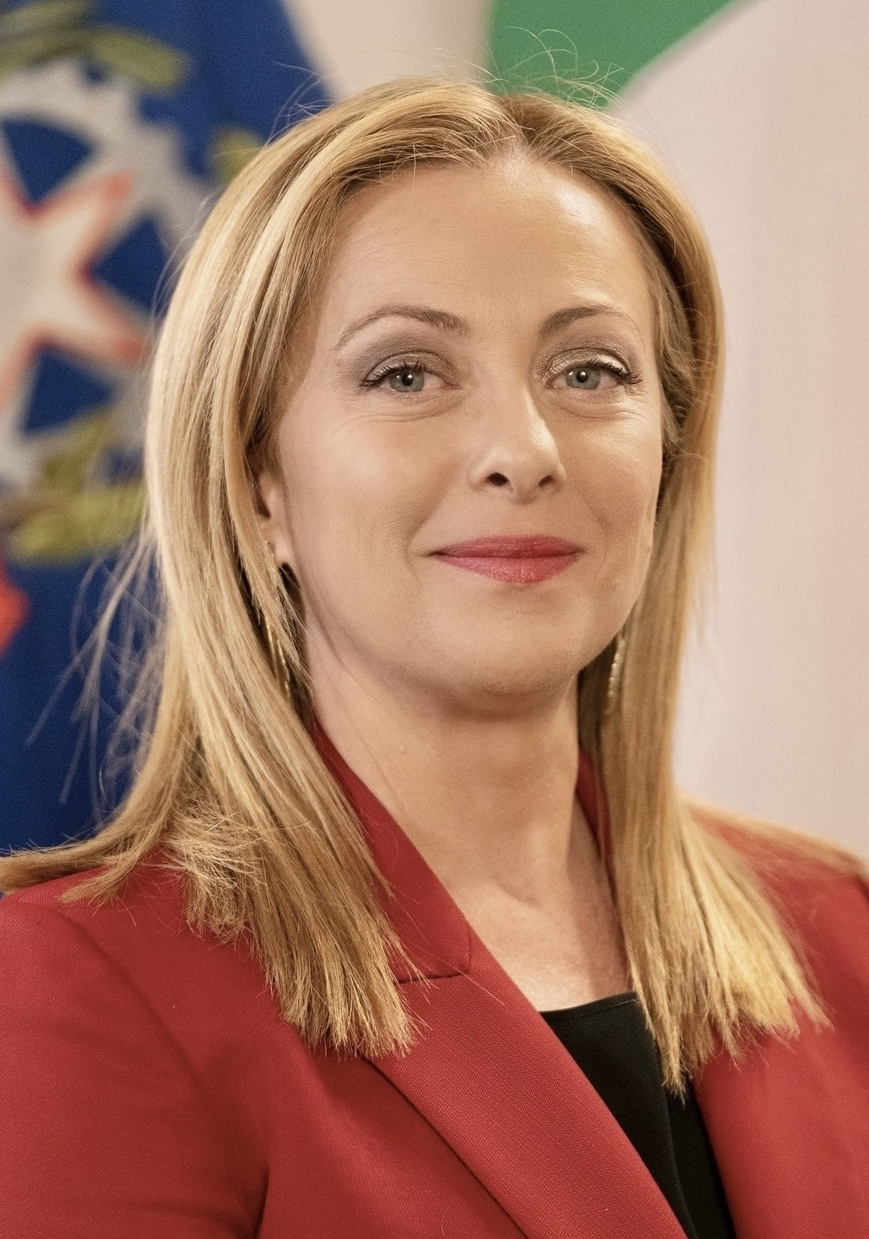
Giorgia Meloni  Presidente del Consiglio dei ministri della Repubblica Italiana (FdI)
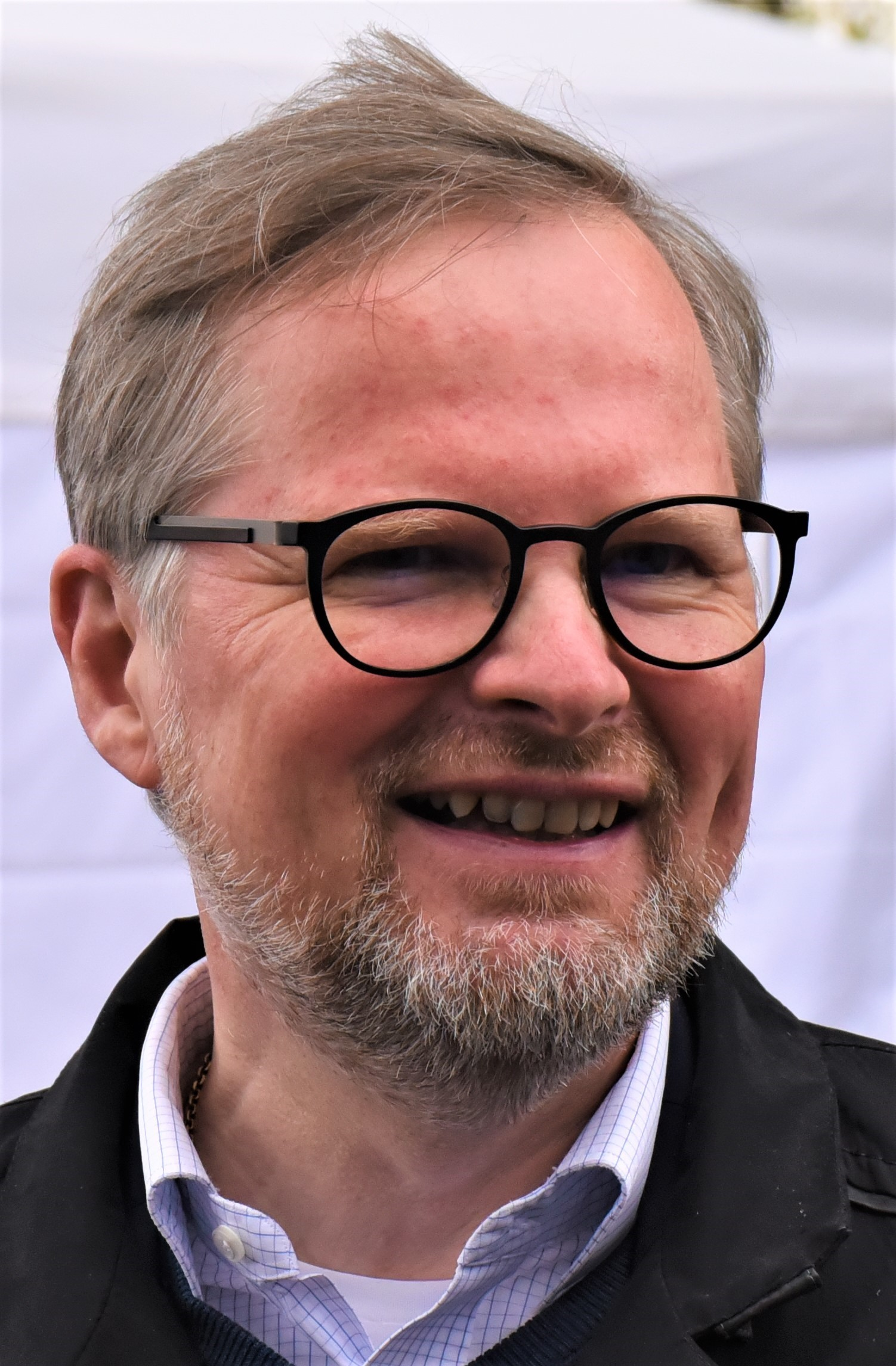
Petr Fiala Primo ministro della Repubblica Ceca (ODS)
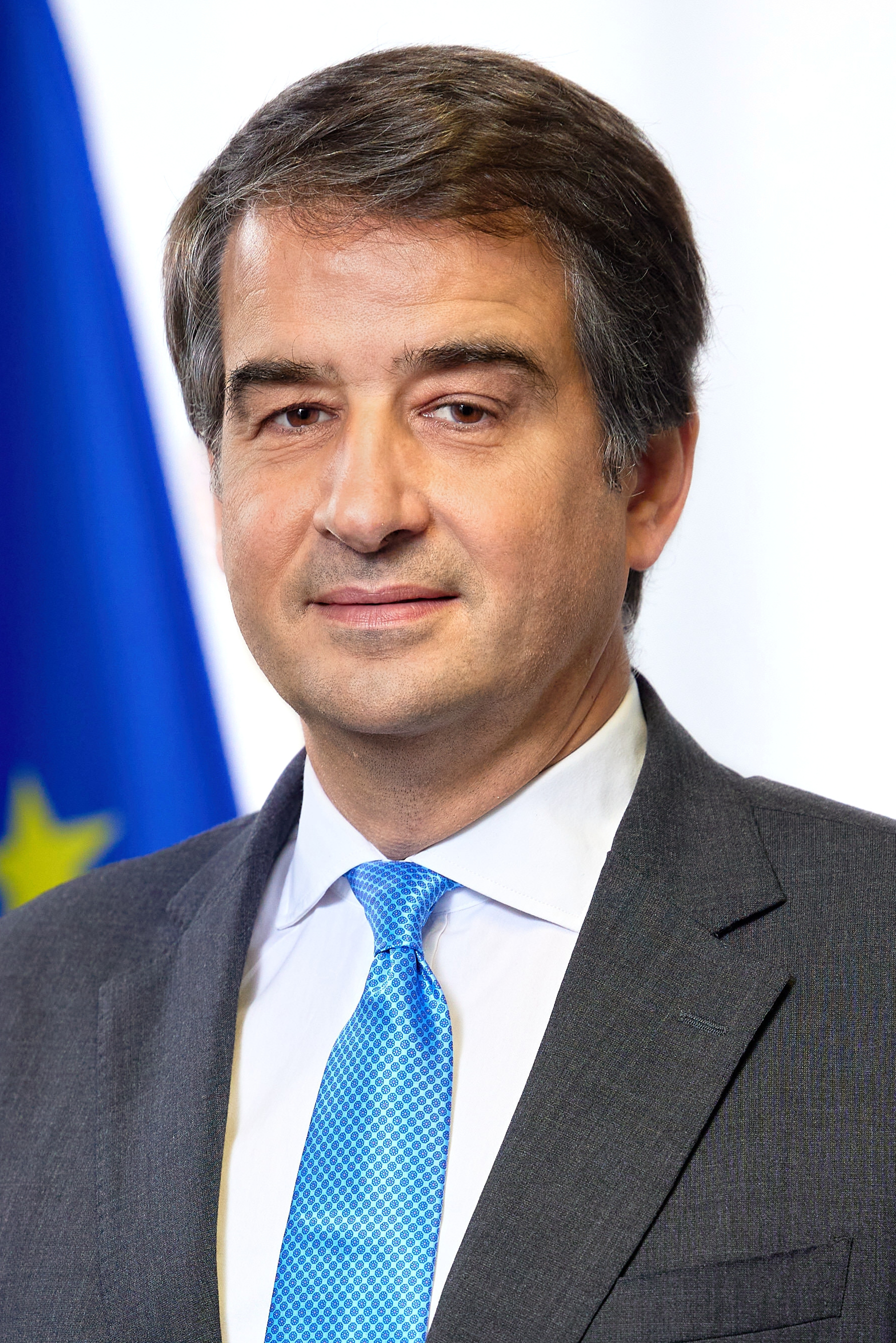
Raffaele Fitto Vicepresidente esecutivo della Commissione europea, Commissario europeo per la politica regionale e di coesione, lo sviluppo regionale, le città e le riforme (FdI)

### Consiglio europeo
2 dei 27 Capi di Stato o di governo membri del Consiglio europeo appartengono all'ECR:
- Italia: Giorgia Meloni (FdI)
- Rep. Ceca: Petr Fiala (ODS)

- Bart De Wever, primo ministro del Belgio, è membro della N-VA, partito che aderisce in sede di Parlamento europeo al Gruppo dei Conservatori e dei Riformisti europei.

### Commissione europea
Commissione von der Leyen II (X legislatura, dal 1º dicembre 2024)
| Commissario/a  | Incarico e competenza | Stato membro | Partito nazionale |
| -------------- | --- | ------------ | ----------------- |
| Raffaele Fitto | Vicepresidente esecutivo della Commissione europea Commissario europeo per la politica regionale e di coesione, lo sviluppo regionale, le città e le riforme | Italia       | Fratelli d'Italia |

### Parlamento europeo
Nel Parlamento europeo il Partito dei Conservatori e dei Riformisti Europei è rappresentato dal gruppo omonimo.

### Comitato delle Regioni
Nel Comitato europeo delle regioni l'ECR è rappresentato dal gruppo omonimo. Dopo la creazione del gruppo al Parlamento europeo nel 2009 e del partito ACRE nel 2010, il 10 aprile 2013 fu fondato con gli auspici dell'ACRE anche il gruppo ECR al Comitato delle Regioni, guidato dal britannico Gordon Keymer. Il gruppo fu annunciato ufficialmente il 11–12 aprile nel corso della 100ª plenaria del Comitato delle regioni. Il 29 giugno 2022 è stato eletto come Presidente Marco Marsilio, presidente della Regione Abruzzo. Al gruppo appartengono anche esponenti di partiti di destra non membri all'ECR, come la Lega in Italia.